# Francesco Brina

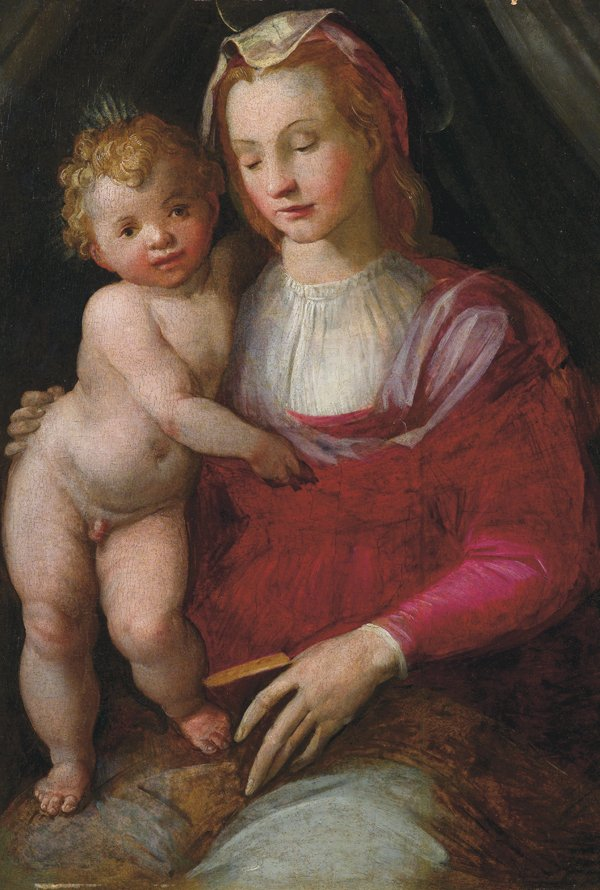
Virgen con el niño.

Francesco Brina, Francesco Brini o Francesco del Brina (Florencia, 1540 - 1586), fue un pintor manierista italiano.

## Biografía
Se formó junto a Michele Tosini en la tradición más conservadora de la escuela florentina, que recogía la herencia de Ridolfo del Ghirlandaio. Se especializó en la realización de pequeñas obras devocionales, aunque con el tiempo comenzó a introducir pequeñas novedades en su estilo, recordando motivos de Andrea del Sarto.
Parece que fue uno de los artistas encargados de las ornamentaciones de la boda de Francisco I de Toscana con Juana de Austria (1566). Giorgio Vasari lo menciona como joven pintor en 1568.
Su hermano Giovanni Brina (muerto en 1599) también fue pintor. Siguió estrechamente el estilo de su hermano y llegó a ser ayudante de Vasari en los trabajos de decoración del Palazzo Vecchio.